# Bahnhof Tegernsee
Der Bahnhof Tegernsee (Tegernsee Bf) ist der Bahnhof der Stadt Tegernsee im oberbayerischen Landkreis Miesbach. Er ist der Endpunkt der von Schaftlach kommenden Tegernseebahn.
Der Bahnhof Tegernsee wurde als Teil der Verlängerung der Bahnstrecke ab Bahnhof Gmund erbaut und am 1. Mai 1902 feierlich eröffnet. Das Empfangsgebäude ist als Baudenkmal in die Bayerische Denkmalliste eingetragen.
Die Beschreibung lautet:

„Bahnhofplatz 5. Bahnhof, zweigeschossiger Satteldachbau im Heimatstil mit westseitigem Zwerchgiebel, Zierfachwerk, Putzornament und Bahnsteighalle mit eisernem Perrongitter, 1902. nachqualifiziert“

## Bahnanlage
Der Bahnhof besitzt einen Hausbahnsteig, an den das Gleis 1 und ein Stumpfgleis (ursprünglich Gleis 5 mit Güterbahnhof, verkehrlich Gleis 2) angrenzen, und einen Mittelbahnsteig zwischen Gleis 1 und 12, dem ursprünglichen Gleis 2.
Das dritte Gleis dient zum Umsetzen lokbespannter Züge und führt zu einem Abstellgleis (ursprünglich mit einer Laderampe mit Güterschuppen für Güterwagen).
Außerdem gehören zu den Bahnanlagen eine Triebwagenhalle und gegenüber ein zweiständiger Lokschuppen mit Werkstatt und Wasserkran.
| Gleis (betrieblich) | Gleis (verkehrlich) | Länge in m | Höhe in cm | Nutzung                           |
| ------------------- | ------------------- | ---------- | ---------- | --------------------------------- |
| 11                  | 1                   | 320        | 38         | Züge in Richtung Gmund            |
| 12                  | 12                  | 146        | 38         | Abstellposition und Sonderfahrten |
| 13                  |                     | 236        |            | Rangiergleis                      |
| 14                  |                     | 45         |            | Abstellgleis                      |
| 15                  | 2                   | 188        | 38         | Züge in Richtung Gmund            |

## Geschichte
1979 wurde die westliche Zufahrt zur Triebwagenhalle demontiert. Ebenfalls wurde ein von Gleis 13 abzweigendes Stumpfgleis, das zu dem hinteren Güterschuppen führte, abgebaut und ein weiteres Stumpfgleis (Gleis 14) gekürzt. Bis 11. Oktober 1998 besaß der Bahnhof zudem eine Gleiswaage am Ende des Abstellgleises (Gleis 14) und ein weiteres Abstellgleis zwischen diesem und Lokschuppen (Gleis 16).
Bis 2013 bestand das Bahnhofsgebäude aus dem noch existierenden Betriebsgebäude aus Wartehalle, Fahrkartenschalter und überdachtem, mechanischem Stellwerk (nicht mehr in Betrieb), dem abgerissenen Gebäude für Dienstwohnungen und dem ebenfalls abgerissenen einstöckigen Verbindungsstück aus Gaststätte und Toiletten.
Anstelle der abgerissenen Toiletten befinden sich nun Sanitäranlagen im Erdgeschoss des Betriebsgebäudes im Bereich der Wartehalle. Außerdem soll das östliche, an Gleis 11 angeschlossene Rangiergleis verlegt werden, um den Platz für eine Bebauung zu vergrößern.
Die Umgestaltung umfasst eine Bahnsteigüberdachung und die Anhebung des Bahnsteigs zwischen Gleis 11 und 15, sodass der barrierefreie Einstieg an Gleis 11 nur im nördlichen Teil möglich sein wird.
Eigentümer ist die 1983 aus der TAG Immobilien AG ausgegliederte Tegernsee-Bahn Betriebsgesellschaft, die sich seit 2012 im Besitz der Gemeinden Tegernsee, Gmund und dem Landkreis Miesbach befindet.

## Verkehr
Bis 1998 ist der Bahnhof Tegernsee durch Züge der Tegernsee-Bahn Betriebsgesellschaft bedient worden, die noch die Infrastruktur mit den Bahnhöfen Gmund und Tegernsee betreibt.
Dabei wurden Kurswagen aus München und teilweise weiter bis aus Dortmund am Bahnhof Schaftlach übernommen.
Heute halten im Stundentakt Züge der Bayerischen Oberlandbahn, die von München über Holzkirchen und Schaftlach nach Tegernsee verkehren. Die Züge werden seit 2020 mit Triebwagen der Bauart LINT gefahren.
Güterverkehr findet nicht mehr statt.
| Linie | Verlauf                                                | Taktfrequenz |
| ----- | ------------------------------------------------------ | --- |
| RB57  | München – Holzkirchen – Schaftlach – Gmund – Tegernsee | Stundentakt mit Verstärkerzügen im Berufsverkehr, am Wochenende zwischen 8 und 12 Uhr sowie zwischen 14 und 20 Uhr Halbstundentakt |

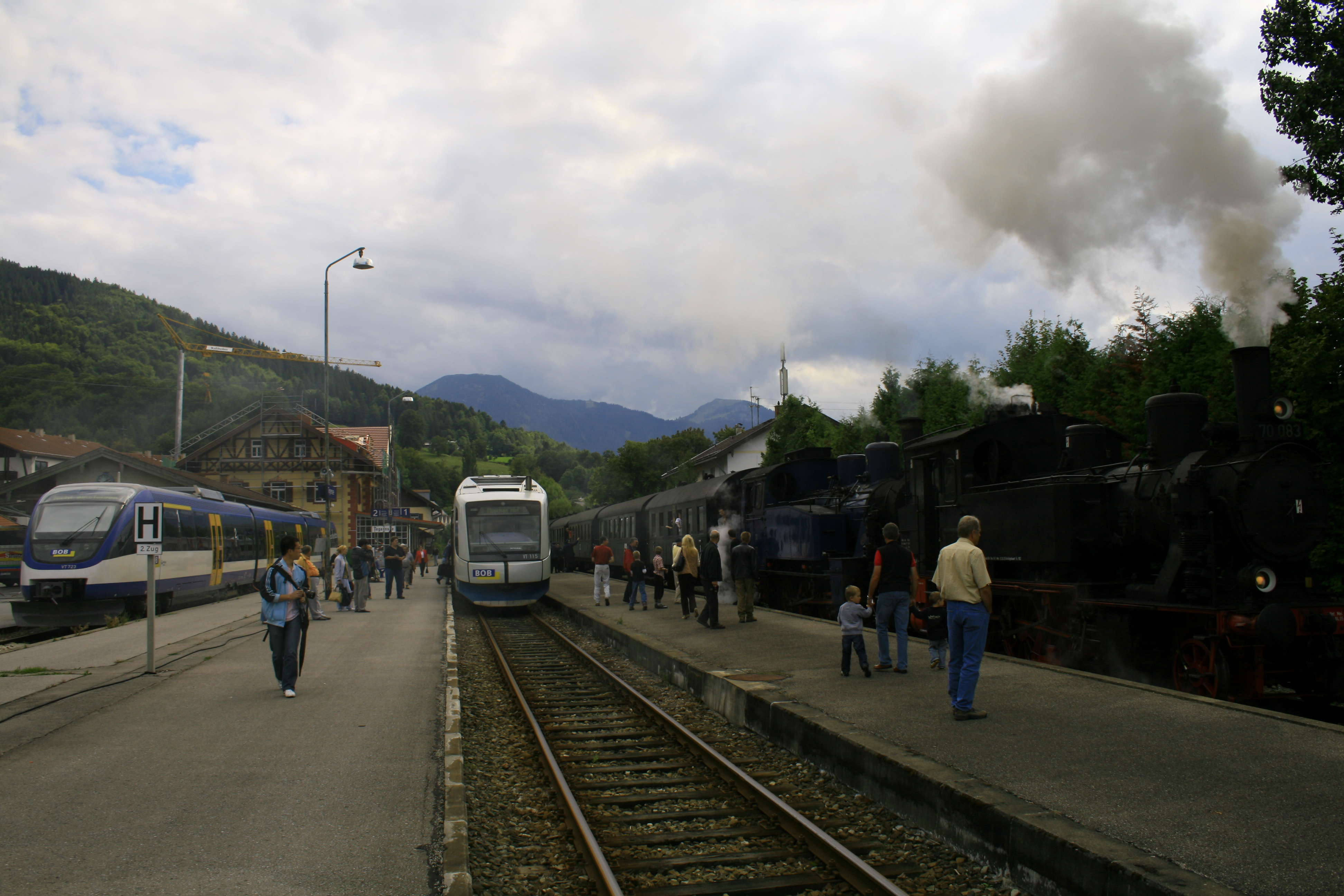
Blick auf Bahnhof
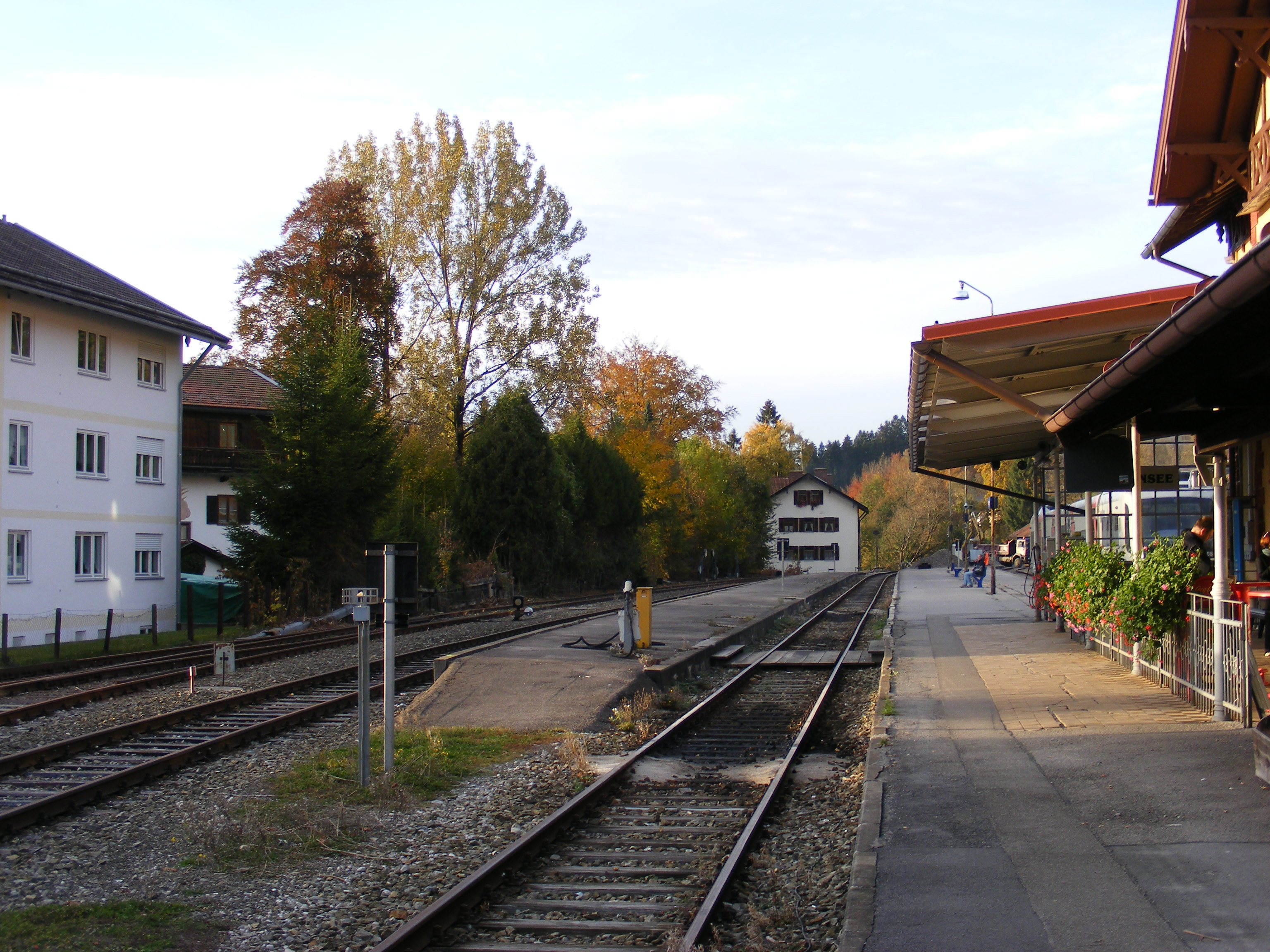
Blick auf Haus- und Mittelbahnsteig
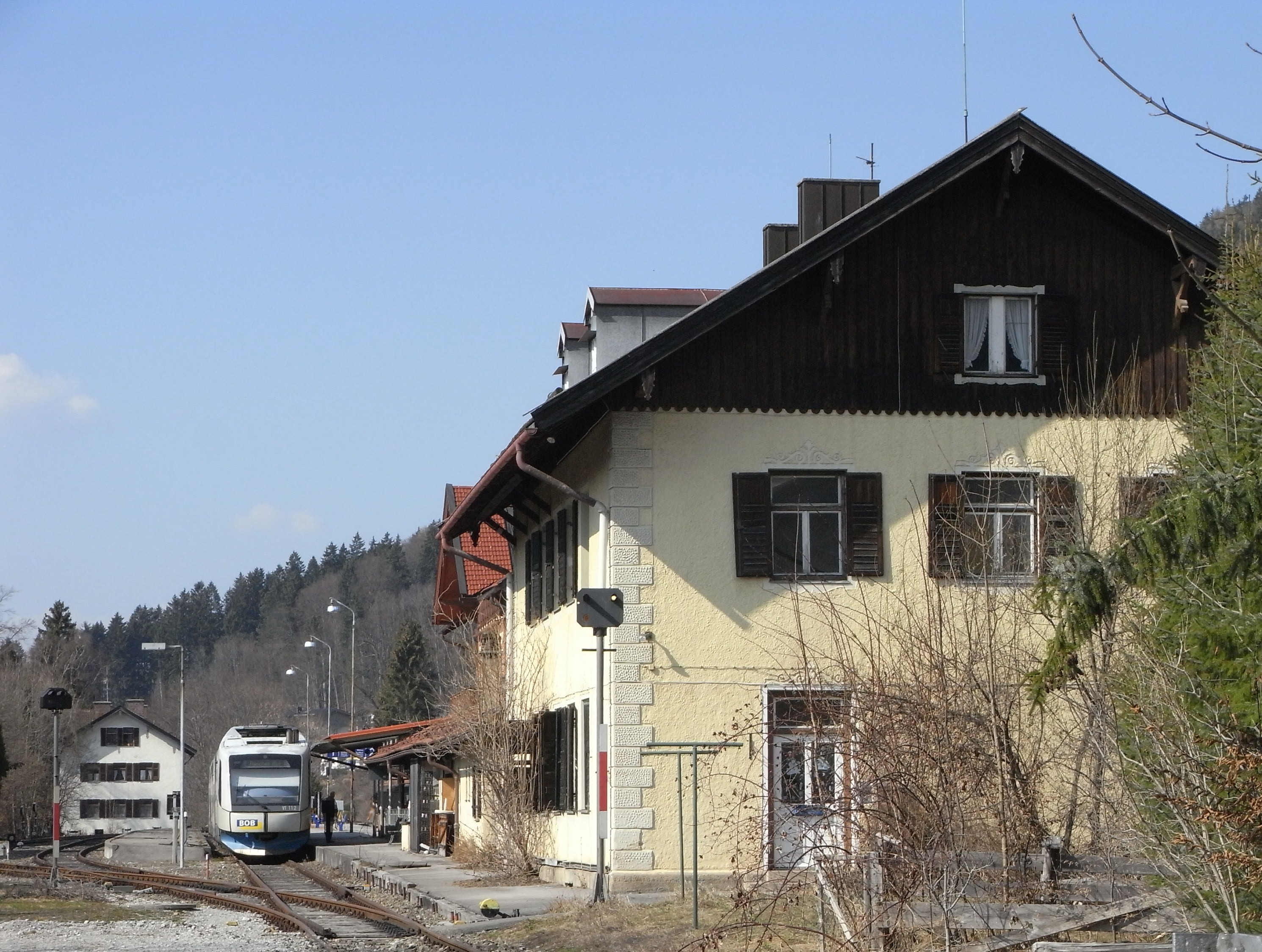
Gebäude für Dienstwohnungen (2013 abgerissen)
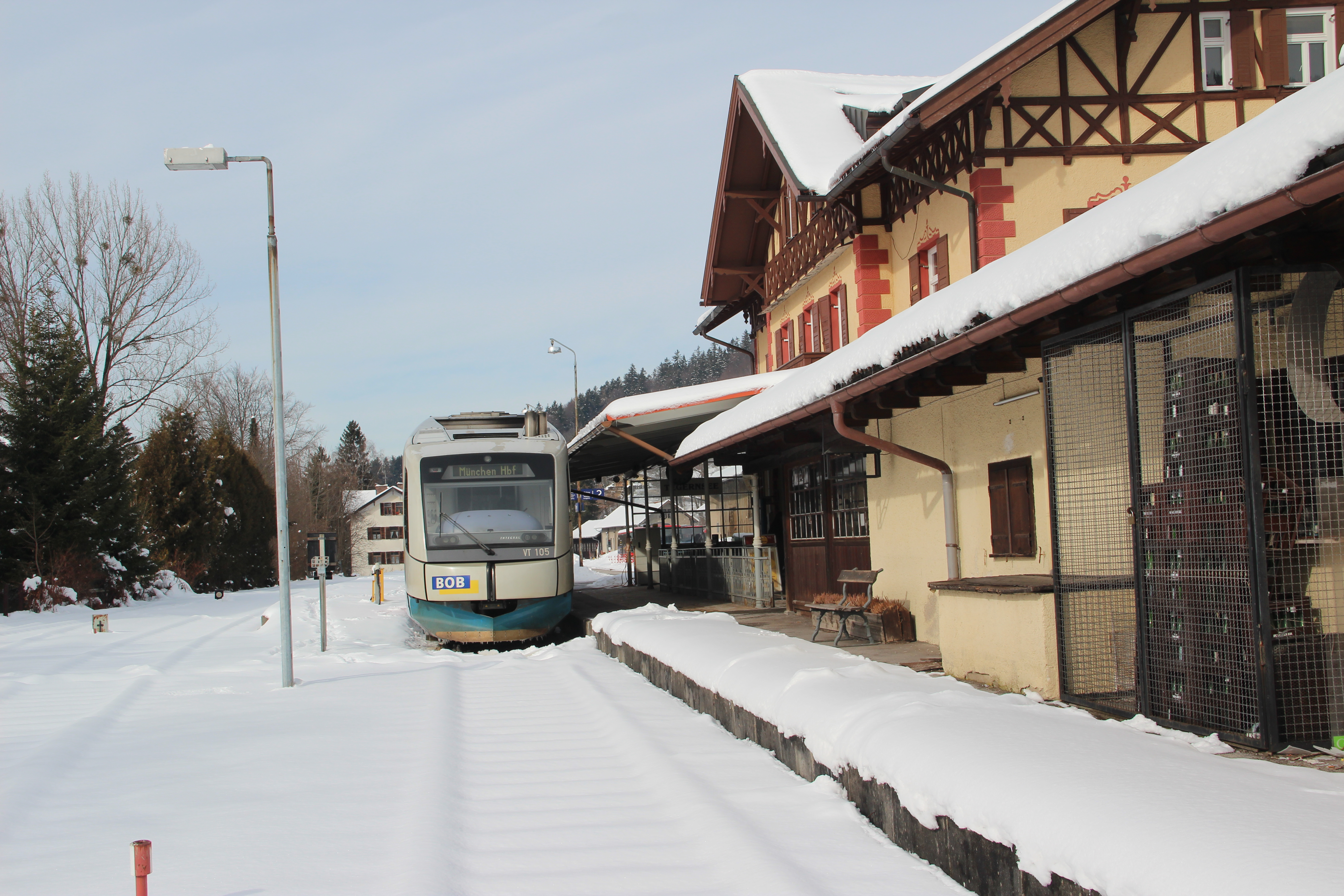
Bahnhof mit Blick auf Zwischengebäude (2013 abgerissen)
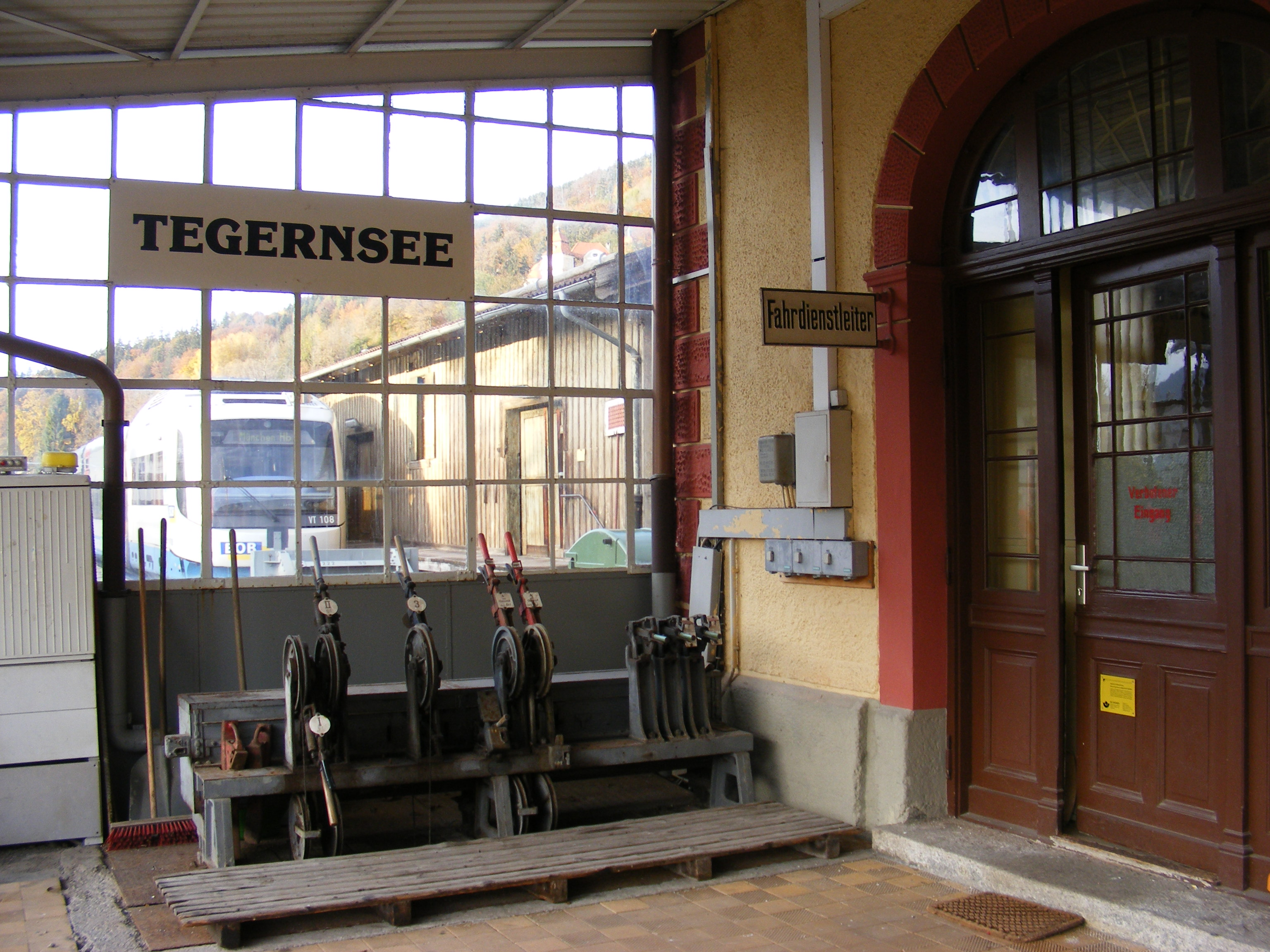
Mechanisches Stellwerk
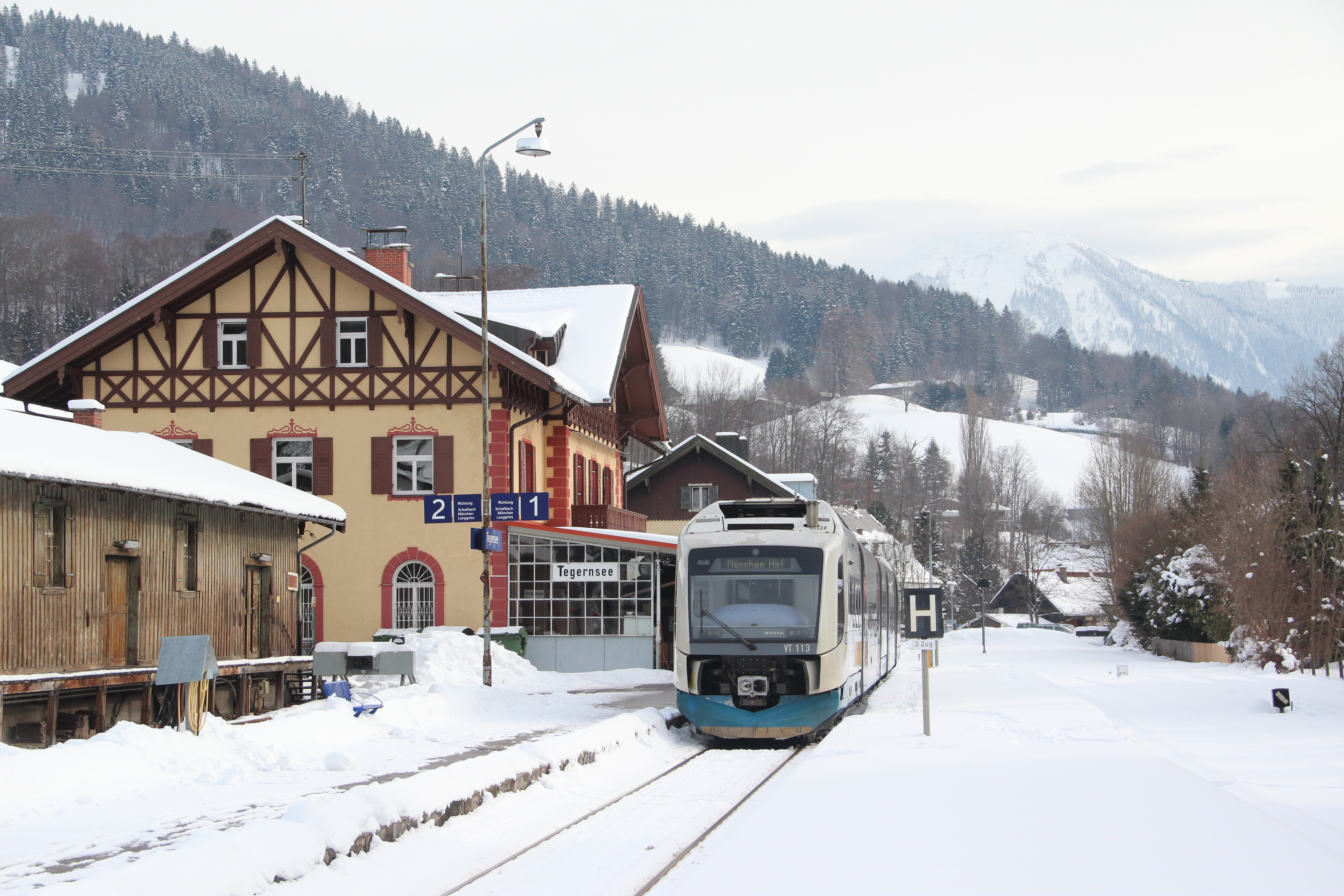
Blick auf Güterbahnhof und Betriebsgebäude
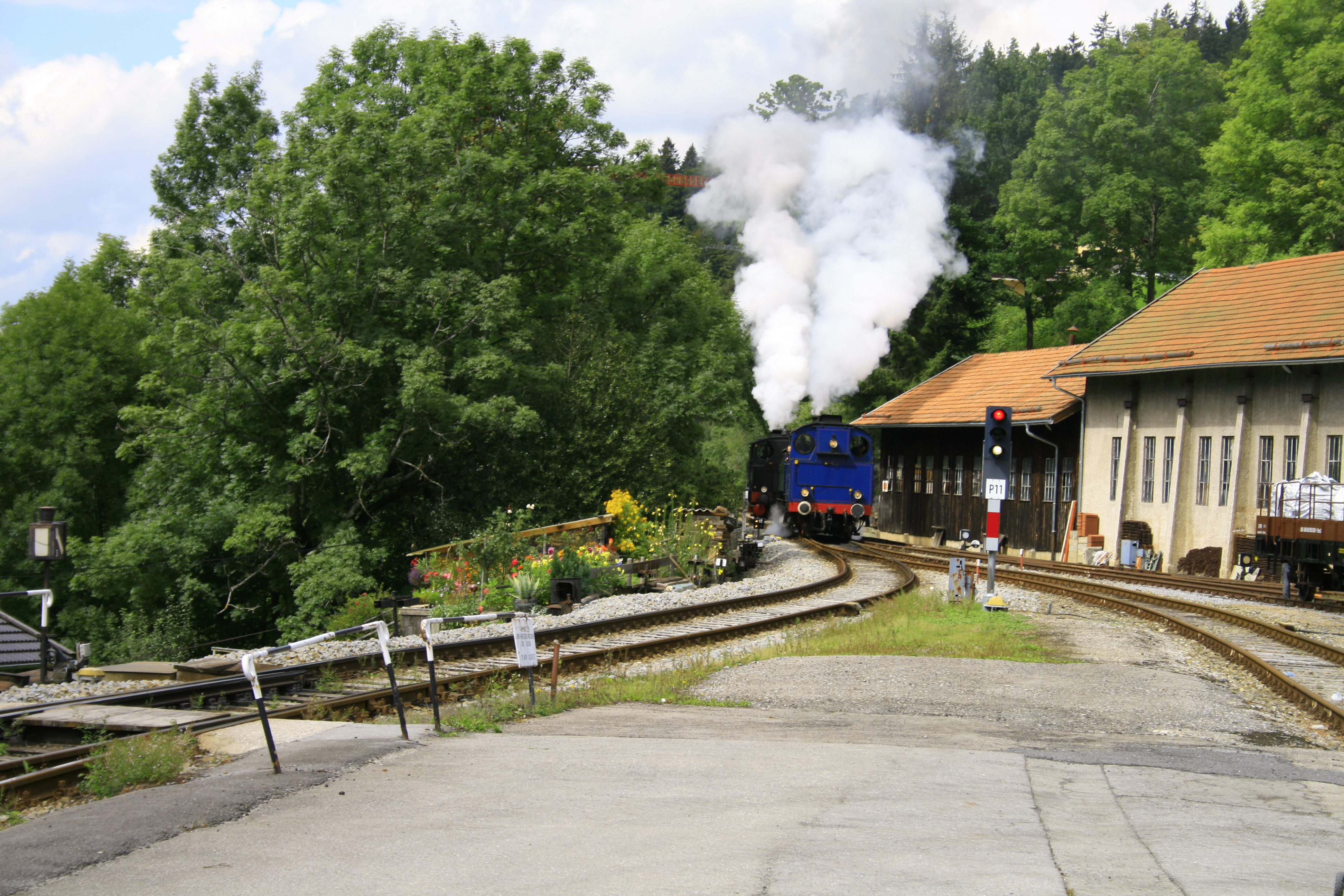
Triebwagenhalle neben Ausfahrtsgleis
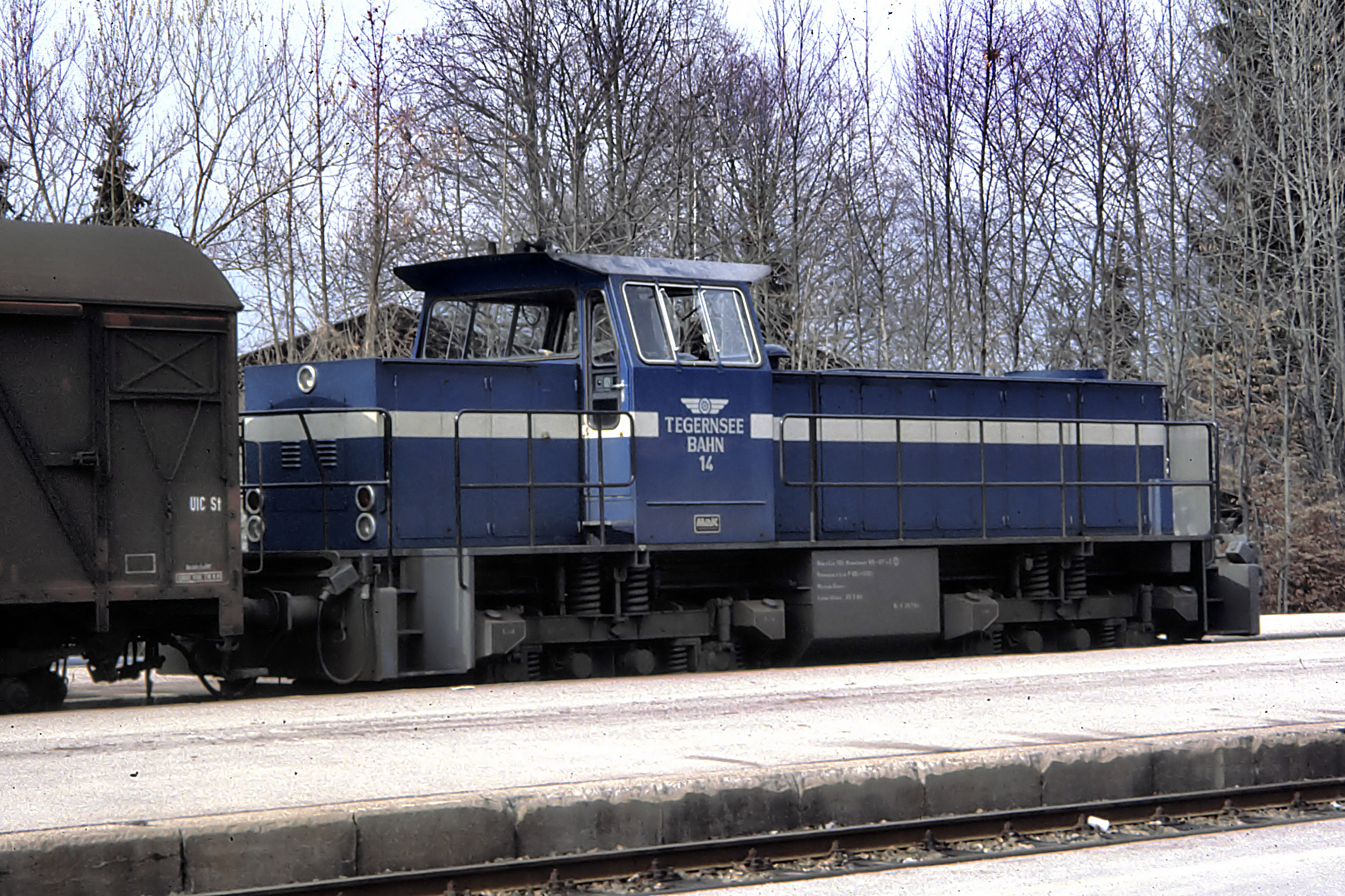
TAG 14
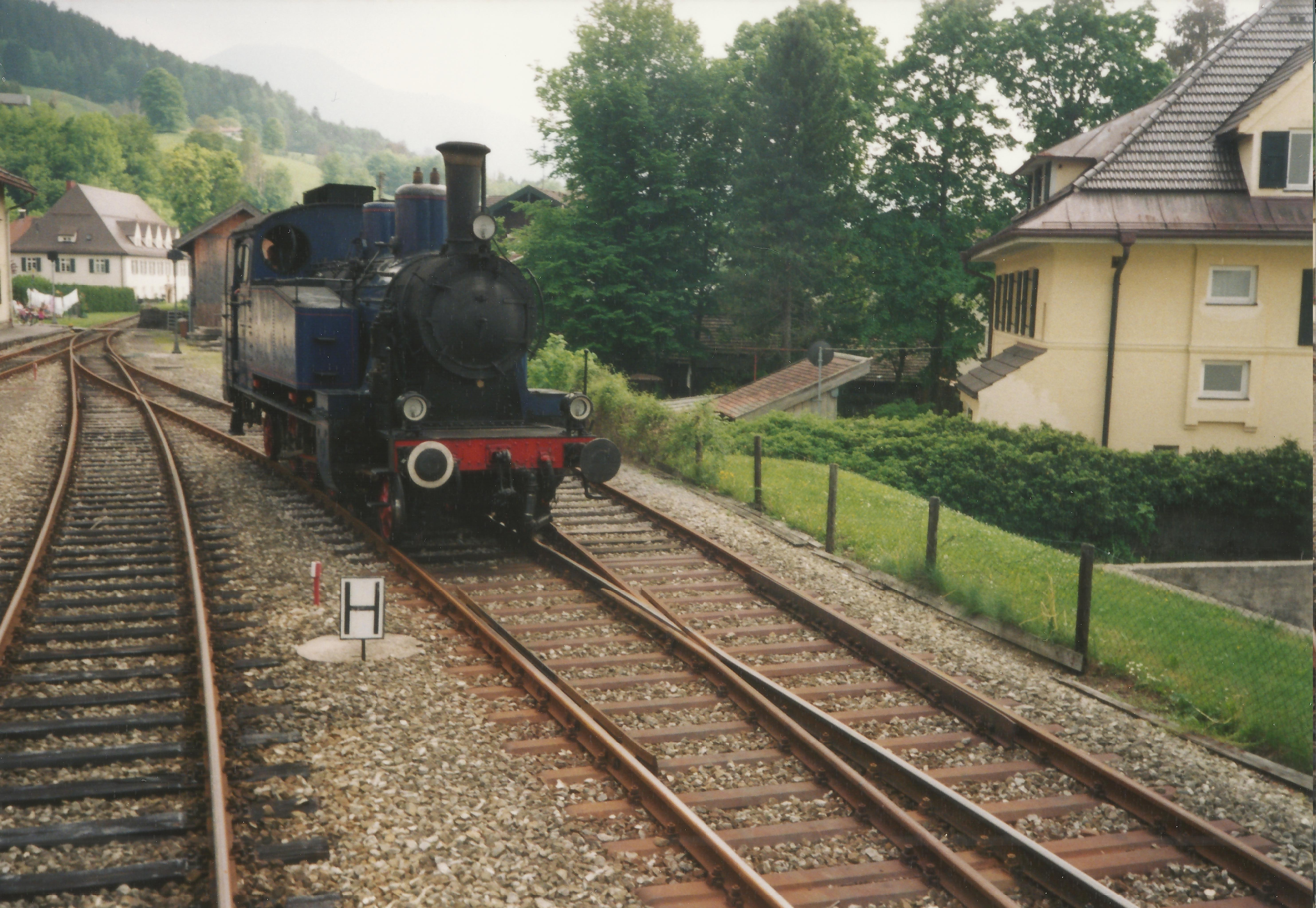
Wendegleis und dazwischenliegender (abgerissener) Güterschuppen
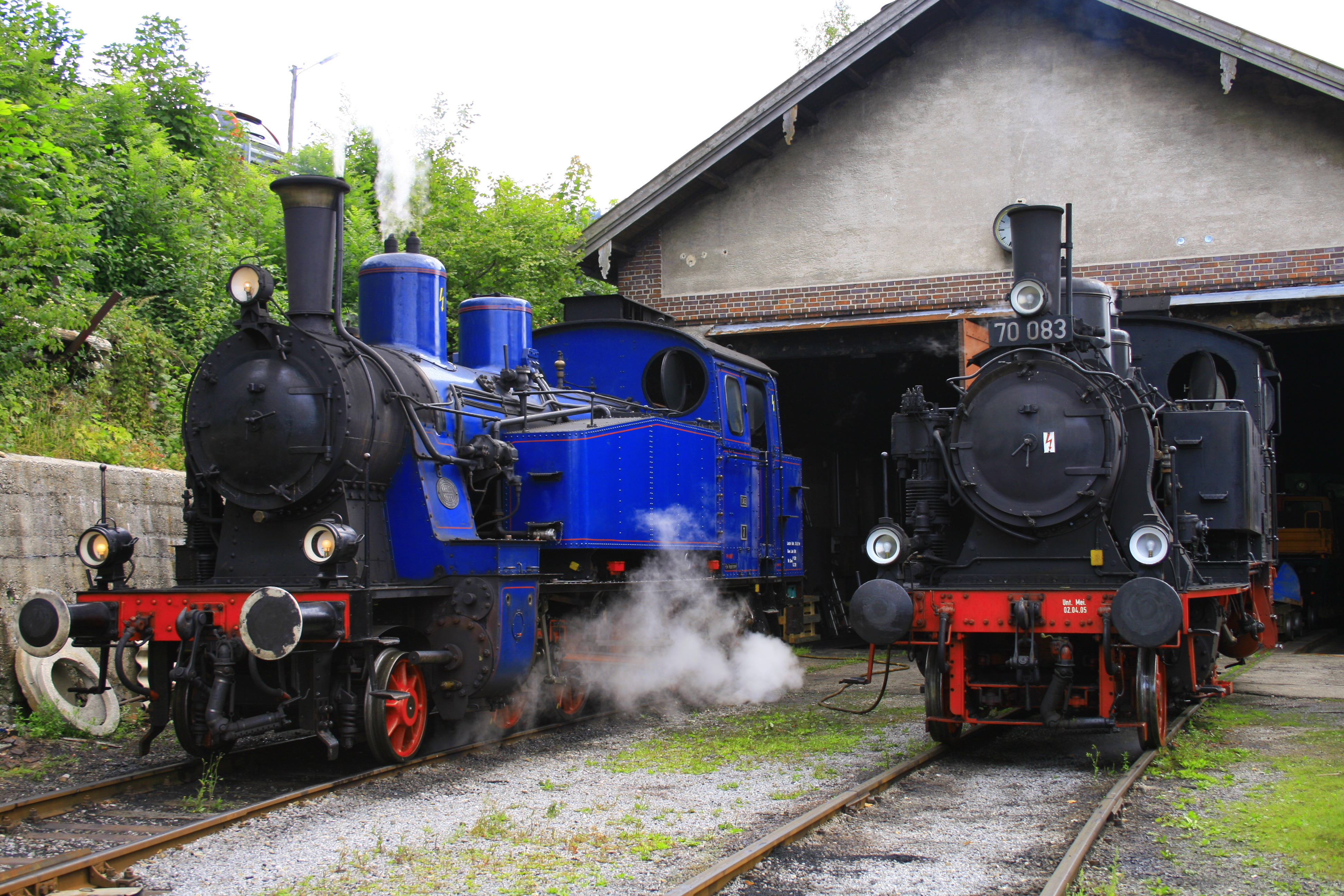
Lokschuppen mit Lok TAG 7 und 70 083 des BLV
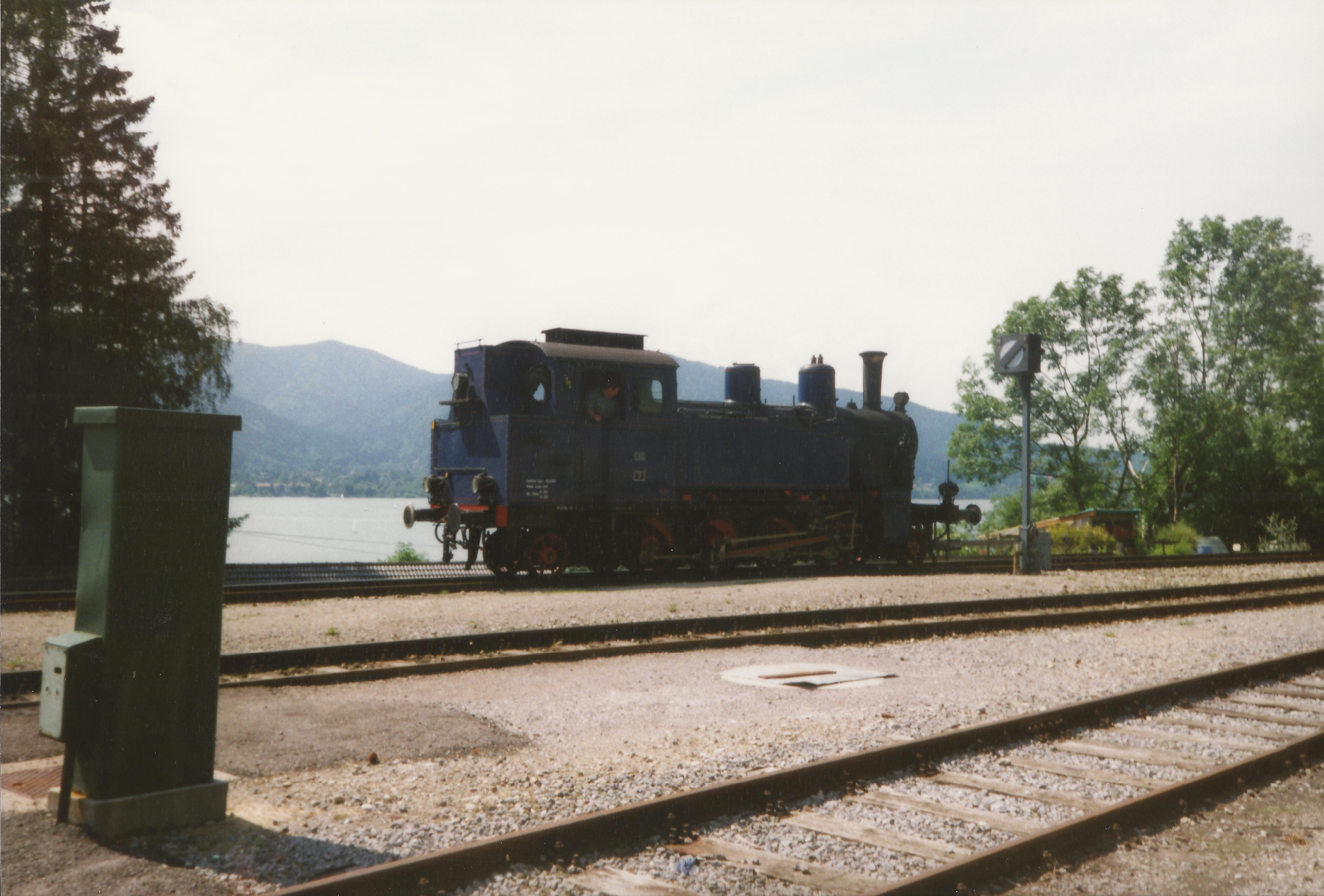
Blick auf das Sh 1 zeigende und mittlerweile ersetzte Formsignal